# モルテン
株式会社モルテン（英: Molten Corporation）は、広島県広島市西区に本社を置く、競技用ボールなどのスポーツエクイップメントや自動車用関連部品などを製造・販売する企業である。

## 概要
明星ゴム工業（現・ミカサ）から独立した技術者らにより、1958年に創立。
2代目社長・民秋史也時代にアディダスと技術提携したことにより世界的なスポーツ用品メーカーとなった。特にボールはバレーボールやバスケットボール、サッカーなどの国際大会などで公式球として使用されている他、日本プロサッカーリーグ（Jリーグ）へは1993年のJリーグの開始時より公式試合球（および用具）を独占供給する「エクイップメントサプライヤー契約」を締結している。
スポーツ用品のみならず、自動車部品や建設資材などの製造も手掛け、近年では高齢化社会に対応した医療福祉関連用品の製造にも力を入れている。
2006 FIFAワールドカップの公式球「チームガイスト」や2010 FIFAワールドカップの公式球「ジャブラニ」など、モルテンがアディダスに提供した技術が採用された製品もモルテンからアディダスへOEM供給されている。また、2010年バスケットボール世界選手権で唯一の公式試合ボールとなった『GL7/GL6』を供給した。
現在、国際ハンドボール連盟（IHF）のオフィシャルパートナーも務めている。
2022年旧広島西飛行場跡地にテクニカルセンター「molten [the Box]」竣工、本社機能も移転する。

## 社名由来
英語の「melt」（溶ける、溶かす）の過去分詞形を社名とし、ゴムを溶かして製品を作るのみならず、溶かして新しく生まれ変わる気概に、語尾の「ン」に「運」を重ね合わせた。

## 沿革

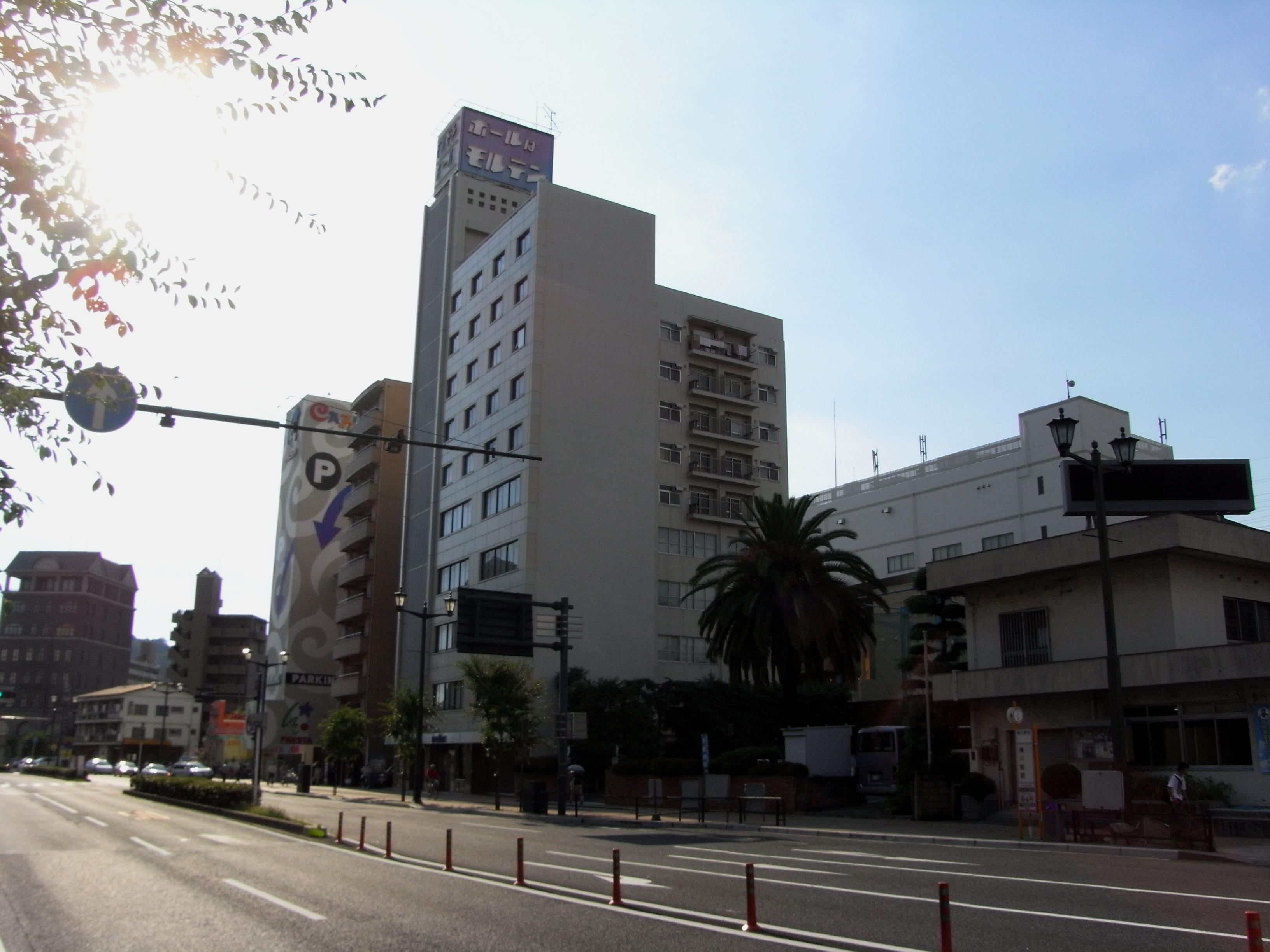
旧本社

- 1958年 11月 - 本社工場を広島市西区中広町におき、モルテンゴム工業株式会社創立
- 1959年 2月 - 第1号ボール完成、スポーツ事業に参入
- 1959年 4月 - 自動車用ゴム部品の製造開始、自動車部品事業に参入
- 1960年 6月 - 日本バスケットボール協会より検定球として認められる
- 1960年 7月  - 日本バレーボール協会より検定球として認められる
- 1962年 10月 - 日本ハンドボール協会より検定球として認められる
- 1965年 2月 - 取締役社長に増田秀雄就任
- 1969年 6月 - 国際バレーボール連盟（IVBF）より公認球として認められる
- 1973年 4月 - 国際バスケットボール連盟（FIBA）より公認球として認められる
- 1973年 6月 - 国際サッカー連盟（FIFA）より認定球として認められる
- 1974年 4月 - 橋梁・道路など土木用ゴム資材の製造開始、産業資材事業に参入
- 1975年 5月 - 国際ハンドボール連盟（IHF）より公認球として認められる
- 1976年 10月 - 取締役会長に増田秀雄就任、代表取締役社長に民秋史也就任
- 1979年 5月 - アディダス社とタンゴサッカーボールに関し、ライセンス契約締結
- 1980年 12月 - バスケットボールが'82世界選手権（コロンビア）の公式試合球に決定
- 1981年 11月 - ロサンゼルスオリンピックのバスケットボール公式試合球に決定
- 1982年 5月 - 西ドイツ デュッセルドルフに駐在員事務所を開設
- 1982年 8月 - 日本サッカー協会より検定球として認められる
- 1983年 10月 - 『株式会社モルテン』に社名変更
- 1986年 12月 - 三菱自動車工業と取引契約締結
- 1988年 5月 - いすゞ自動車と取引契約締結
- 1989年 1月 - スポーツ用品の生産拠点モルテンタイランド設立
- 1990年 4月 - スポーツ用品の販売拠点モルテンUSA設立
- 1990年 12月 - 自動車部品の生産拠点モルテンノースアメリカ設立
- 1991年 3月 - 自動車部品の生産拠点防府工場生産開始
- 1991年 4月 - 浮き桟橋『マリンクス』発売、親水用品事業に参入
- 1991年 9月 - スポーツ用品の販売拠点モルテンヨーロッパ設立
- 1991年 10月 - 床ずれ予防用エアマットレス『花ゆらぎ』発売、医療・福祉機器事業に参入
- 1991年 11月 - 日本プロサッカーリーグ（Jリーグ）と試合球の独占契約締結
- 1994年 8月 - タイに自動車部品の生産拠点モルテンアジアポリマープロダクツ設立
- 1998年 7月 - バスケットボール世界選手権大会唯一の公式試合球として使用
- 2001年 4月 - 代表取締役社長民秋史也 藍綬褒章受賞
- 2001年 8月 - 代表取締役社長民秋史也 FIBAオーダー・オブ・メリット受賞
- 2002年 6月 - 健康用品事業本部を設置し、3事業本部体制となる
- 2003年 4月 - 中国に自動車部品の生産拠点モルテンジャーシン設立
- 2004年 10月 - モルテン戸河内をモルテンメディカルへ社名変更
- 2004年 12月 - 革新的12枚パネルデザインバスケットボール『GL7/GL6』発売 新構造サッカーボール『アセンテック ヴァンタッジオ』発売
- 2005年 12月 - モルテンラミナスにて遮水シートの生産開始
- 2006年 8月 - バスケットボール世界選手権に唯一の公式試合球『GL7/GL6』を提供
- 2008年 1月 - 高機能エアマットレス
- 2009年 2月 - 医療・福祉機器生産拠点モルテンメディカルISO13485取得
- 2009年 4月 - 住友電装株式会社　3年連続『総合優良賞』受賞
- 2009年 10月 - サッカー審判員用ホイッスル『バルキーン』発売
- 2009年 12月 - 高耐久・マルチ・体圧分散式クッション『ピーチ』発売
- 2010年 7月 - 矢崎総業株式会社 3年連続『品質功労賞』受賞
- 2010年 8月 - 第4代代表取締役社長に民秋清史就任
- 2010年 12月 - エアマットレス『ステージア』を発売
- 2011年 1月 - バスケットボール審判員用ホイッスル『ブラッツァ』発売
- 2011年 3月 - マツダ株式会社『取引成績優秀賞』『納入品質優秀連続達成賞』受賞
- 2011年 4月 - 住友電装株式会社 4年連続『品質優良賞』受賞
- 2011年 7月 - 矢崎総業株式会社 『品質貢献賞』受賞
- 2011年 9月 - 床置き型手すり『ルーツ』発売
- 2012年 1月 - ラインカー 『レーザーライナー』 発売
- 2012年 3月 - ダイハツ工業株式会社 『VE活動貢献賞』 受賞
- 2012年 4月 - 住友電装株式会社 『納期優良賞』 受賞
- 2012年 5月 - デジタルスコアボード 『デジタイマ110X』 発売
- 2012年 11月 - 自動車部品の販売拠点「モルテンベトナム」設立、高機能体圧分散式エアマットレス『オスカー』発売
- 2013年 3月 - マツダ株式会社 3年連続『取引成績優秀賞』、2年連続『VE/VA多数件賞』 受賞
- 2013年 5月 - 自動車部品の販売拠点モルテンオートモーティブデメキシコ設立
- 2014年 1月 - 国際ハンドボール連盟（IHF）主催大会の公式試合球契約締結
- 2014年 8月 - バスケットボールワールドカップに9大会連続で唯一の公式試合球を提供
- 2014年 9月 - モルテンアジアポリマープロダクツに第三工場を増設し、量産開始
- 2014年 10月 - かたさ調整式ベースマットレス『ライフ』発売
- 2015年 11月 - コーポレートブランドステートメント『Moving with Possibilities』を採用
- 2016年 1月 - ロボティックマットレス『レイオス』発売
- 2017年 1月 - ハンドボール世界選手権に2大会連続で唯一の公式試合球を提供
- 2017年 10月 - 欧州サッカー連盟とUEFAヨーロッパリーグの公式試合球契約を締結
- 2018年 3月 - マツダ株式会社 4年連続『取引成績優秀賞』受賞
- 2018年 5月 - 見守りセンサー付き標準マットレス『テルサコール』販売開始
- 2018年 10月 - バスケットボール新規事業B+（ビー・プラス）始動
- 2019年 3月 - マツダ株式会社 5年連続『取引成績優秀賞』受賞
- 2019年 3月 - 操作性能の向上と天然皮革の風合いを実現したバスケ「BG5000」発売
- 2019年 4月 - 日常を旅するクルマイス「Wheeliy」販売開始
- 2019年 5月 - モルテン、広島マツダHM Racers テクニカルパートナー契約締結
- 2022年11月 - Molten [the Box]竣工、本社移転

## 主な製品
- ペレーダ

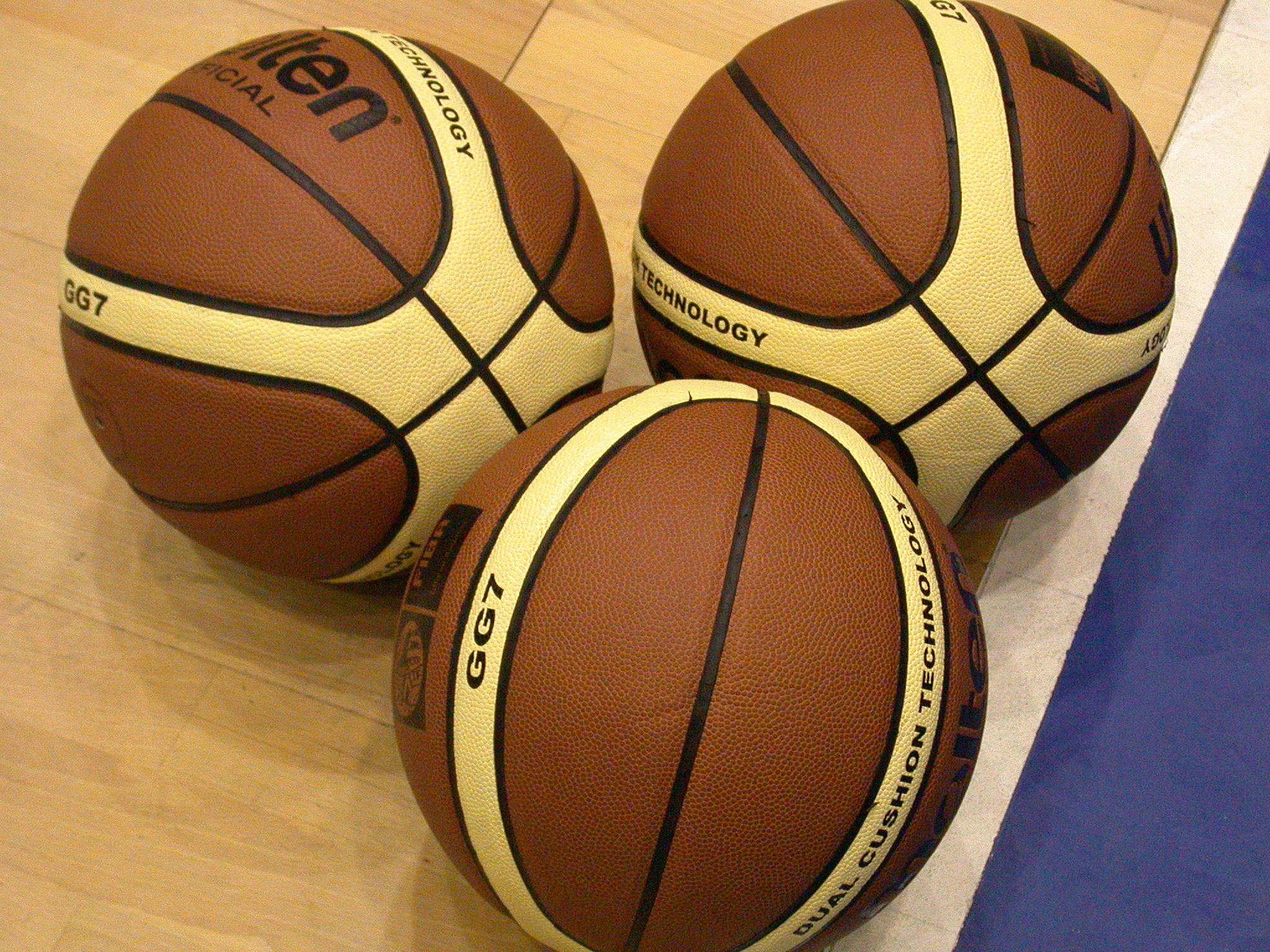
FIBA公認球

- ヴァンタッジオ（AFC主催大会[4]、JFA主催大会[5]、Concacaf主催大会[6]公式試合球）
- FIFAワールドカップ公式試合球 - アディダスに技術協力するかたちで携わる
  - テルスター
  - タンゴシリーズ
  - アステカ
  - エトルスコ・ユニコ
  - クエストラ
  - トリコロール
  - フィーバーノヴァ
  - チームガイスト
  - ジャブラニ
  - ブラズーカ
  - テルスター18
  - アル・リフラ
- サッカー 天皇杯/皇后杯公式試合球[5]
- バルキーン
- ヌエバ（ハンドボール、国際ハンドボール連盟（IHF）公式試合球）
- FIBA公認球
- ホイッスル、電子ホイッスル

## 関連人物
- 幸谷秀巳
- 広島針